# Malick Fofana
Malick Martin Fofana (31 maart 2005) is een Belgisch voetballer die als aanvaller speelt voor Olympique Lyonnais.

## Clubcarrière
Fofana ruilde in 2014 de jeugdopleiding van Eendracht Aalst voor die van KAA Gent. Op zijn vijftiende kon hij rekenen op interesse van onder andere RSC Anderlecht, Club Brugge, KRC Genk en AFC Ajax, maar Fofana bleef Gent trouw. In januari 2022 ondertekende hij een profcontract tot 2024 bij Gent. Op zijn zeventiende stroomde hij door naar de A-kern van de club.
Op 17 juli 2022 maakte hij zijn officiële debuut in het eerste elftal van KAA Gent: in de Supercup viel hij in de slotfase in voor Sven Kums. Op 30 juli 2022 liet Van Haezebrouck hem ook debuteren in de Jupiler Pro League: op de tweede competitiespeeldag mocht hij in het 1-1-gelijkspel tegen STVV in de 82e minuut invallen voor doelpuntenmaker Hugo Cuypers. Een week later kreeg hij tegen KVC Westerlo zijn eerste basisplaats in de Jupiler Pro League. Fofana mocht in zijn debuutseizoen in het eerste elftal negentien keer opdraven in de reguliere competitie: elf keer als invaller, acht keer als basisspeler. In de Europe play-offs was zijn rol beperkter met slechts drie korte invalbeurten. 
In zijn debuutseizoen bij de eerste ploeg klokte Fofana af op 33 officiële wedstrijden, met dank aan de succesvolle Europese campagne van Gent – goed voor zeven wedstrijden in de Conference League – en de Beker van België. In die laatste competitie opende hij op 20 december 2022 zijn doelpuntenrekening voor Gent: in de verlengingen legde Fofana tegen Cercle Brugge de 2-0-eindstand vast. Fofana speelde in het seizoen 2022/23 ook dertien wedstrijden voor Jong KAA Gent in Eerste nationale.
In juni 2023 ondertekende Fofana een contractverlenging tot 2026 bij Gent.
In januari 2024 ruilde Fofana KAA Gent in voor Olympique Lyonnais.  

## Clubstatistieken
| Seizoen         | Club               | Land               | Competitie         | Competitie | Competitie | Beker | Beker | Supercup | Supercup | Europees | Europees | Totaal | Totaal |
| Seizoen         | Club               | Land               | Competitie         | Wed.       | Dlp.       | Wed.  | Dlp.  | Wed.     | Dlp.     | Wed.     | Dlp.     | Wed.   | Dlp.   |
| --------------- | ------------------ | ------------------ | ------------------ | ---------- | ---------- | ----- | ----- | -------- | -------- | -------- | -------- | ------ | ------ |
| 2022/23         | KAA Gent           | Vlag van België    | Jupiler Pro League | 22         | 0          | 3     | 1     | 1        | 0        | 7        | 0        | 33     | 1      |
| 2022/23         | Jong KAA Gent      | Vlag van België    | Eerste nationale   | 13         | 4          | —     | —     | —        | —        | —        | —        | 13     | 4      |
| 2023/24         | KAA Gent           | Vlag van België    | Jupiler Pro League | 19         | 2          | 2     | 0     | —        | —        | 10       | 2        | 31     | 4      |
| 2023/24         | Olympique Lyonnais | Vlag van Frankrijk | Ligue 1            | 17         | 3          | 4     | 1     | —        | —        | —        | —        | 21     | 4      |
| 2024/25         | Olympique Lyonnais | Vlag van Frankrijk | Ligue 1            | 7          | 1          | 0     | 0     | —        | —        | 2        | 2        | 9      | 3      |
| Carrière totaal | Carrière totaal    | Carrière totaal    | Carrière totaal    | 78         | 10         | 9     | 2     | 1        | 0        | 21       | 4        | 108    | 16     |

Bijgewerkt op 10 oktober  2024.

## Interlandcarrière

### Jeugdelftallen
Fofana heeft zowel de Belgische als de Guinese nationaliteit, omdat zijn vader in Guinee geboren is. In de zomer van 2022 liet Fofana weten dat Guinee al geprobeerd had hem op te roepen, maar dat heeft hij geweigerd. Zijn moeder is een Filipijnse die in België geadopteerd werd.
Fofana debuteerde in 2020 als Belgisch jeugdinternational. In mei 2022 nam hij met België –17 deel aan het EK –17 in Israël. Fofana kwam enkel in actie in de laatste groepswedstrijd tegen Turkije, die België met 3-1 won: bondscoach David Penneman liet hem in de 80e minuut invallen voor Mika Godts.
Op 11 september 2023 maakte hij zijn debuut voor de Belgische beloften in de EK-kwalificatiewedstrijd tegen Kazachstan. Debuterend bondscoach Gill Swerts liet hem starten en wisselde hem in de 70e minuut voor Kazeem Olaigbe, die zeven minuten later het enige doelpunt van de wedstrijd zou scoren.

### Rode Duivels
Op 4 oktober 2024 werd Fofana door bondscoach Domenico Tedesco voor het eerst geselecteerd voor de Rode Duivels voor de UEFA Nations League-wedstrijden tegen Italië en Frankrijk. Hij was naast Cyril Ngonge, Matte Smets en Maarten Vandevoordt een van de vier nieuwe gezichten.
Op 10 oktober 2024 maakte Fofana zijn debuut in de UEFA Nations League in en tegen Italië voor de Rode Duivels. Hij mocht in minuut 87 invallen voor Jérémy Doku. De wedstrijd eindigde op 2-2. Ook spits Cyril Ngonge maakte zijn debuut voor de Rode Duivels in deze wedstrijd.

## Interlands
| Interlands van Malick Fofana voor België | Interlands van Malick Fofana voor België | Interlands van Malick Fofana voor België | Interlands van Malick Fofana voor België | Interlands van Malick Fofana voor België | Interlands van Malick Fofana voor België |
| No.                                      | Datum                                    | Wedstrijd                                | Uitslag                                  | Soort Wedstrijd                          | Doelpunten                               |
| Als speler bij Olympique Lyonnais        | Als speler bij Olympique Lyonnais        | Als speler bij Olympique Lyonnais        | Als speler bij Olympique Lyonnais        | Als speler bij Olympique Lyonnais        | Als speler bij Olympique Lyonnais        |
| ---------------------------------------- | ---------------------------------------- | ---------------------------------------- | ---------------------------------------- | ---------------------------------------- | ---------------------------------------- |
| 1.                                       | 10 oktober 2024                          | Italië – België                          | 2 – 2                                    | UEFA Nations League 2024/25              | -                                        |
| Totaal                                   | Totaal                                   | Totaal                                   | Totaal                                   | Totaal                                   | 0                                        |

Bijgewerkt t/m 10 oktober 2024.